# Eddie Vedder
Eddie Vedder (nascido Edward Louis Severson III, em Evanston, 23 de dezembro de 1964) é um cantor, compositor e músico americano, mais conhecido por ser o vocalista e um dos guitarristas da banda de rock Pearl Jam. Ele é famoso por seu tom de voz barítono. Em 1991 fez parte do álbum Temple of the Dog da banda homônima formada por membros do Soundgarden e Pearl Jam em tributo a Andrew Wood.
Vedder também criou música para álbuns de outros artistas, além de ter uma carreira a solo começando em 2007, quando lançou o seu primeiro álbum como trilha sonora do filme Into the Wild (2007). O seu segundo álbum, Ukulele Songs, e um DVD, Water on the Road, foram lançados em 2011.

## Início de vida
Nascido em 23 de dezembro de 1964 em Chicago, Illinois, com o nome Edward Louis Severson III, é filho de Karen Lee Vedder e Edward Louis Severson, Jr. Seus pais se divorciaram em 1965, e sua mãe casou-se com o advogado Peter Mueller, que o criou. Ele cresceu pensando que Mueller fosse seu pai biológico e usava o nome Edward Mueller. Ele é de ascendência alemã e dinamarquesa.
Enquanto em Evanston, um bairro do subúrbio de Chicago, sua família cuidava de sete crianças adotivas em uma casa de grupo. Em meados da década de 1970, a família, incluindo os três meio-irmãos de Vedder, mudou-se para San Diego, Califórnia. Foi naquela época, aos 12 anos, que Eddie ganhou da mãe uma guitarra de presente de aniversário. Ele passou a usar a música e o surfe como fontes de conforto. Um álbum em especial que teve um grande impacto na sua vida foi Quadrophenia, do The Who. Ele mais tarde disse: "quando eu tinha uns 15 ou 16 anos... eu me sentia completamente só. Eu estava só - exceto pela música".
Sua mãe e seu padrasto se divorciaram quando ele era adolescente, e sua mãe e seus irmãos voltaram para Chicago, mas ele continuou na Califórnia para concluir o ensino médio. Após o divórcio, Vedder descobriu que Peter Mueller era na verdade seu padrasto, e não pai biológico, como havia crescido pensando. Ele havia conhecido seu pai verdadeiro quando criança, mas pensou que o mesmo era um amigo de sua mãe. Ao descobrir a verdade, seu pai já havia morrido anos antes.
Durante seu último ano no ensino médio, Vedder estava morando sozinho e se sustentado com um emprego em uma farmácia. Ele acabou tendo que largar os estudos por não conseguir conciliá-los com o emprego. Ele voltou para Chicago e mudou o nome para Eddie Vedder; sendo Vedder o sobrenome de solteira de sua mãe.
Na década de 1980, trabalhando como garçom, ele fez o supletivo e conseguiu o diploma de ensino médio, e brevemente estudou em uma faculdade por um semestre em Chicago.  Em 1984, ele voltou para San Diego com sua namorada na época, Beth Liebling. Ele gravava fitas demo e alternava empregos, entre eles como segurança em um hotel. Ele participou de diversas bandas, como Surf and Destroy e The Butts. Uma dessas bandas, chamada Indian Style, contava com Brad Wilk, que mais tarde seria baterista das bandas Rage Against the Machine e Audioslave. Em 1988, Vedder tornou-se vocalista de uma banda de funk rock chamada Bad Radio. O som da banda era inspirado por Duran Duran, e depois que Vedder juntou-se ao grupo, mudou para um som influenciado pelo Red Hot Chili Peppers.

## Carreira
Em 1990, com o fim da banda Mother Love Bone após a morte do vocalista Andrew Wood devido a uma overdose, Mike McCready, Stone Gossard, Dave Krusen e Jeff Ament formaram a banda Mookie Blaylock. Vedder mandou uma fita demo para a banda e foi aprovado como vocalista. No mesmo ano a banda viria a se chamar Pearl Jam, e se juntaria aos membros do Soundgarden para formar a banda Temple of the Dog, criada por Chris Cornell em homenagem ao amigo Andrew Wood. Em 1991, a banda lançou o álbum homônimo e vendeu mais de 1 milhão de cópias. O single "Hunger Strike" interpretado por Vedder e Cornell, marca a primeira vez que Vedder teve sua voz em um álbum oficial. No documentário "Pearl Jam Twenty" de 2011, Vedder afirmou que essa canção é uma das suas favoritas ou a mais significativa. Vedder e Cornell cantaram a música juntos pela última vez em 26 de Outubro de 2014, num evento beneficente na escola Bridge School, uma instituição de ensino para crianças deficientes criada por Neil Young e sua ex-esposa Pegi, em Mountain View na Califórnia.
A banda lançou o primeiro álbum, Ten pela gravadora Epic Records em 1991. "Ten" (Dez) era o número da camisa do jogador de basquete Mookie Blaylock, que deu origem ao primeiro nome da banda. O álbum lançou a banda ao estrelato e teve várias indicações do Grammy.
Eddie fez ainda a voz de um concerto de The Doors (em memória de Jim Morrison) em 1993 quando a banda foi introduzida ao Rock and Roll Hall of Fame.
Ao longo dos anos a banda tornou-se mais coesa, seguindo sempre os seus ideais, quase sempre polêmicos. As suas atitudes em defesa dos fãs, tais como um processo movido contra a empresa Ticketmaster tornaram-se marcos do panorama musical. No processo contra a distribuidora de bilhetes, a banda exigiu através dos tribunais que a empresa reduzisse os seus lucros, a fim de diminuir o preço dos bilhetes para os seus concertos, para que os fãs fossem beneficiados.
Somando-se isso ao ativismo político como em 2004 quando a banda realizou, com outras bandas de renome, uma digressão pelos Estados Unidos, numa tentativa de boicotar o voto no então presidente George Bush; chegando a ser criticado por ter queimado em palco uma máscara do mesmo.
Em defesa de causas humanitárias, sociais e ambientais, Pearl Jam tornaram-se uma das mais idolatradas e respeitadas bandas da história do rock, vendendo até à data cerca de 30 milhões de discos nos Estados Unidos e 60 milhões em todo o mundo, sendo a banda recordista de álbuns ao vivo. Em 2006, a revista Rolling Stone descreveu a banda como tendo "passado grande parte da década passada deliberadamente destruir sua própria fama."
Até o momento, a banda já lançou onze álbuns de estúdio: Ten (1991), Vs. (1993), Vitalogy (1994), No Code (1996), Yield (1998), Binaural (2000), Riot Act (2002), Pearl Jam (2006), Backspacer (2009), Lightning Bolt (2013) e Gigaton (2020).
Em 7 de abril de 2017, a banda foi introduzida ao Rock and Roll Hall of Fame.

## Vida pessoal
Vedder é ateu. Ele teve uma relação de 17 anos com Beth Liebling, baixista da banda Hovercraft, que se iniciou durante a adolescência, em 1983. Casaram-se em 1994, em Roma, e divorciaram-se em 2000. Em 2001, começou uma relação com a ex-modelo Jill McCormick, com quem tem duas filhas: Olivia James, nascida em 2004, e Harper Moon Margaret, nascida em 2008. Os dois ficaram noivos em 2009 e casaram-se em 18 de setembro de 2010.
Vedder era amigo de Layne Staley, vocalista da banda Alice in Chains, e escreveu a canção "4/20/02" na noite em que ele soube da morte do amigo em 20 de Abril de 2002. Vedder também fez uma homenagem para Staley durante um show do Pearl Jam em Chicago em 22 de Agosto de 2016, dia em que Staley completaria 49 anos; “Hoje é o aniversário de um cara chamado Layne Staley, e nós estamos pensando nele essa noite também. 49 anos”; Vedder disse para o público antes de dedicar a canção Man of the Hour para o amigo.
Vedder era um dos melhores amigos de Chris Cornell, vocalista das bandas Soundgarden e Audioslave. Cornell foi uma das primeiras pessoas que Vedder conheceu fora da banda Pearl Jam após ter se mudado para Seattle em 1990. Eles foram vizinhos por um tempo e fizeram parte da banda Temple of The Dog. Mike McCready, guitarrista do Pearl Jam, falou sobre a amizade deles para a revista Rolling Stone em 2016; "Ed era de San Diego e ele se sentia intimidado em Seattle. Chris recebeu ele de verdade. Ed era super, super tímido. Chris o levou para tomar cervejas e contar histórias. Ele foi tipo, "Ei, bem vindo a Seattle. Eu amo Jeff [Ament] e Stone [Gossard]. Eu te dou a minha benção." A partir daí, ele ficou mais relaxado. Foi uma das coisas mais legais que eu vi o Chris fazer.". Em entrevista para a revista britânica Uncut em Setembro de 2009, Vedder declarou que Cornell é "o melhor cantor que nós temos no planeta". Falando sobre o impacto que Cornell teve em sua vida, Vedder disse ao público de Alpine Valley antes de se apresentar com o amigo num show do Pearl Jam em Setembro de 2011; "Eu não tinha ideia de como ele afetaria minha vida e minha visão sobre música e sobre amizade e o grande impacto que ele teria. Esses caras [os outros membros da Pearl Jam conhecem ele há mais tempo do que eu e o seu impacto é profundo.". A amizade entre Vedder e Cornell também é destacada no documentário Pearl Jam Twenty de 2011.
Vedder é um fã do time de basquete Chicago Bulls e do time de futebol americano Chicago Bears, ele também é um fã de longa data do time de beisebol Chicago Cubs. Ele participou de muitos jogos dos playoffs dos Cubs em 2016 e esteve presente, juntamente com John Cusack, Bill Murray, Bonnie Hunt e Craig Gass na vitória histórica dos Cubs durante o World Series de 2016. Vedder também se tornou fã do time de basquete Seattle SuperSonics enquanto vivia em Seattle, e pôde ser visto na KeyArena muitas noites frequentando os jogos da equipe, antes de sua mudança de cidade em 2008. Ele é amigo de várias figuras esportivas de Chicago, incluindo o ex- lançador da White Sox Jack McDowell, o ex-jogador do Bulls Dennis Rodman, o ex-jogador do Blackhawks Chris Chelios, além de Theo Epstein e do ex-arremessador do Cubs, Kerry Wood. Vedder ocasionalmente usa uma camisa de Walter Payton enquanto se apresenta no palco.
Em novembro de 1993, Vedder e McDowell estavam envolvidos em uma briga de bar em New Orleans, Louisiana, que resultou na prisão de Vedder por embriaguez e perturbação da paz. A música do Pearl Jam "Black, Red, Yellow" (do single "Hail, Hail") é sobre Chicago / Bulls / Rodman / Michael Jordan / Phil Jackson da época do Chicago Bulls. O meio da música apresenta uma mensagem de correio de voz que Rodman deixou para Vedder pedindo a Vedder que retornasse sua ligação. Vedder cantou o hino nacional antes do terceiro jogo das finais da NBA de 1998 em Chicago, e cantou "Take Me Out to the Ball Game" em seis jogos do Cubs, incluindo o Jogo 5 da World Series de 2016. Em 2007, alguns dias antes de se apresentar com o Pearl Jam em Chicago para o Lollapalooza, ele fez o primeiro arremesso no Wrigley Field, a casa dos Cubs. Vedder escreveu uma música a pedido do ex-jogador do Cubs e primeiro baseman Ernie Banks em homenagem aos Cubs chamada "All the Way". Em 18 de setembro de 2008, a música foi disponibilizada para download digital via Pearl no site oficial do Jam por US$ 0,99. O dia depois que os Cubs venceram a World Series 2016, a conta oficial do Twitter dos cubs postou um vídeo de montagem apoiado pela música de Vedder em uma homenagem aos fãs de Cubs.

## Discografia
| Ano  | Grupo                                         | Título | Gravadora                 | Músicas |
| ---- | --------------------------------------------- | --- | ------------------------- | --- |
| 1991 | Temple of the Dog                             | Temple of the Dog | A&M                       | "Hunger Strike", "Pushin Forward Back", "Your Saviour", e "Four Walled World"                                                             |
| 1991 | Pearl Jam                                     | Ten | Epic                      | Todas |
| 1992 | Pearl Jam                                     | Stanley, Son of Theodore: Yet Another Alternative Music Sampler                                                      | Epic/Columbia             | "Alive" (Live) |
| 1992 | Pearl Jam                                     | Singles: Original Motion Picture Soundtrack                                                                          | Epic                      | "Breath" e "State of Love and Trust" |
| 1993 | Pearl Jam                                     | Sweet Relief: A Benefit for Victoria Williams                                                                        | Thirsty Ear               | "Crazy Mary" (com Victoria Williams) |
| 1993 | Eddie Vedder e Mike McCready                  | The 30th Anniversary Concert Celebration: Bob Dylan Tribute                                                          | Sony                      | "Masters of War" (Live) |
| 1993 | Bad Religion                                  | Recipe for Hate | Epitaph/Atlantic          | "American Jesus" and Watch It Die |
| 1993 | Pearl Jam                                     | In Defense of Animals                                                                                                | Restless                  | "Porch" |
| 1993 | Pearl Jam                                     | Vs. | Epic                      | Todas |
| 1994 | Pearl Jam                                     | Vitalogy | Epic                      | Todas |
| 1995 | Mike Watt                                     | Ball-Hog or Tugboat?                                                                                                 | Columbia Records          | "Big Train" e "Against The 70's" |
| 1995 | Pearl Jam                                     | The Basketball Diaries: Original Motion Picture Soundtrack                                                           | Island                    | "Catholic Boy" (com Jim Carroll and Chris Friel)                                                                                          |
| 1995 | Neil Young                                    | Mirror Ball | Reprise Records           | "Peace & Love" |
| 1995 | Pearl Jam                                     | Merkin Ball | Epic Records              | Todas |
| 1996 | Eddie Vedder w/ Nusrat Fateh Ali Khan         | Dead Man Walking: Music From And Inspired By The Motion Picture                                                      | Sony                      | "Face Of Love" e "Long Road" |
| 1996 | Pearl Jam                                     | Home Alive: The Art of Self Defense                                                                                  | Epic                      | "Leaving Here" |
| 1996 | Eddie Vedder w/ Nusrat Fateh Ali Khan         | Dead Man Walking: The Score                                                                                          | Sony                      | "Face Of Love" and "Long Road" |
| 1996 | Fastbacks                                     | New Mansions in Sound                                                                                                | Sub Pop                   | "Girl's Eyes" |
| 1996 | Pearl Jam                                     | M.O.M., Vol. 1: Music for Our Mother Ocean                                                                           | Interscope                | "Gremmie Out of Control" |
| 1996 | Gary Heffern                                  | Painful Days | Y-records                 | "Passin' Thru'" |
| 1996 | Pearl Jam                                     | No Code | Epic                      | Todas |
| 1996 | Pearl Jam                                     | Hype!: The Motion Picture Soundtrack                                                                                 | Sub Pop                   | "Not For You" (Live from Self-Pollution Radio)                                                                                            |
| 1997 | Eddie Vedder com Hovercraft                   | Kerouac - kicks joy darkness                                                                                         | Rykodisc                  | "Hymn" |
| 1997 | Eddie Vedder e Mike McCready                  | Tibetan Freedom Concert                                                                                              | Capitol                   | "Yellow Ledbetter" (Live) |
| 1997 | Pearl Jam                                     | The Bridge School Concerts, Vol. 1                                                                                   | Reprise                   | "Nothingman" (Live) |
| 1997 | Ramones                                       | We're Outta Here! | MCA                       | "Any Way You Want It" |
| 1998 | Pearl Jam                                     | Yield | Epic                      | Todas excepto "●" |
| 1998 | Pearl Jam                                     | Chicago Cab: Soundtrack                                                                                              | Loose Groove              | "Who You Are" e "Hard to Imagine" |
| 1998 | Pearl Jam                                     | Live on Two Legs | Epic                      | Todas |
| 1999 | Pearl Jam                                     | No Boundaries: A Benefit for the Kosovar Refugees                                                                    | Epic                      | "Last Kiss" e "Soldier of Love" (observação: "Last Kiss" pertence a Wayne Cochran e "Soldier of Love" pertence a Buzz Cason and Tony Moon |
| 1999 | Pearl Jam                                     | M.O.M., Vol. 3: Music for Our Mother Ocean                                                                           | Hollywood                 | "Whale Song" |
| 1999 | Pete Townshend                                | Pete Townshend Live: A Benefit for Maryville Academy                                                                 | Intersound Records        | "Magic Bus" (Live) e "Heart To Hang Onto" (Live)                                                                                          |
| 1999 | Pearl Jam                                     | Movie Music: The Definitive Performances (Also part of the box set, Sony Music 100 Years: Soundtrack for a Century.) | Columbia/Epic/Legacy      | "State of Love and Trust" |
| 1999 | Pearl Jam                                     | Rock: Train Kept a Rollin' (Also part of the box set, Sony Music 100 Years: Soundtrack for a Century.)               | Sony                      | "Black" |
| 1999 | Eddie Vedder and Susan Sarandon               | Cradle Will Rock: Soundtrack                                                                                         | RCA                       | "Croon Spoon" |
| 2000 | Pearl Jam                                     | Wild and Wooly: The Northwest Rock Collection                                                                        | Sub Pop                   | "Even Flow" (Live) |
| 2000 | Pearl Jam                                     | Binaural | Epic                      | Todas |
| 2000 | Pearl Jam                                     | European Bootlegs | Epic                      | Todas |
| 2000 | The Supersuckers w/ Eddie Vedder              | Free the West Memphis 3                                                                                              | Koch Records              | "Poor Girl" |
| 2001 | Pearl Jam                                     | North American Bootlegs, Volume 1                                                                                    | Epic                      | Todas |
| 2001 | Pearl Jam                                     | North American Bootlegs, Volume 2                                                                                    | Epic                      | Todas |
| 2001 | Wellwater Conspiracy                          | The Scroll And Its Combinations                                                                                      | TVT                       | "Felicity's Surprise" |
| 2001 | Pearl Jam                                     | Substitute: Songs from the Who                                                                                       | Edel Music                | "The Kids Are Alright" (Live) |
| 2001 | Eddie Vedder and Mike McCready w/ Neil Young  | America: A Tribute to Heroes                                                                                         | Interscope Records        | "Long Road" (Live) |
| 2002 | Eddie Vedder                                  | I Am Sam: Soundtrack                                                                                                 | V2 Ada                    | "You've Got to Hide Your Love Away" |
| 2002 | Neil Finn                                     | 7 Worlds Collide | Nettwerk                  | "Take A Walk" (Live), "Stuff And Nonsense" (Live), "I See Red" (Live), and "Parting Ways" (Live)                                          |
| 2002 | Pearl Jam                                     | Riot Act | Epic                      | Todas |
| 2003 | Eddie Vedder & Zeke                           | We're a Happy Family - A Tribute to Ramones                                                                          | Columbia                  | "I Believe in Miracles" and "Daytime Dilemma (Dangers of Love)"                                                                           |
| 2003 | Cat Power                                     | You Are Free | Matador                   | "Good Woman" and "Evolution" |
| 2003 | Pearl Jam                                     | 2003 Bootlegs (Australia, Japan, and North America)                                                                  | Epic                      | Todas |
| 2003 | The Who                                       | Live at the Royal Albert Hall                                                                                        | Steamhammer US            | "I'm One" (Live), "Gettin' in Tune" (Live), "Let's See Action" (Live), and "See Me, Feel Me" (Live) (com Bryan Adams)                     |
| 2003 | Pearl Jam                                     | Lost Dogs | Epic                      | Todas excepto "Sweet Lew" and "Brother"                                                                                                   |
| 2003 | Pearl Jam                                     | Big Fish: Music from the Motion Picture                                                                              | Sony                      | "Man of the Hour" |
| 2004 | Pearl Jam                                     | Hot Stove, Cool Music, Vol. 1                                                                                        | Fenway Recordings         | "Bu$hleaguer" (Live) |
| 2004 | Pete Townshend                                | Magic Bus/Live in Chicago                                                                                            | Compendia                 | "Magic Bus" (Live) and "Heart To Hang Onto" (Live)                                                                                        |
| 2004 | Pearl Jam                                     | Riding Giants: Soundtrack                                                                                            | Milan                     | "Go" |
| 2004 | Pearl Jam                                     | Live at Benaroya Hall                                                                                                | BMG                       | Todas |
| 2004 | Jack Irons                                    | Attention Dimension                                                                                                  | Breaching Whale           | "Shine On You Crazy Diamond" |
| 2004 | Pearl Jam                                     | Songs and Artists that Inspired Fahrenheit 9/11                                                                      | Epic/Sony Music Soundtrax | "Masters of War" (Live) |
| 2004 | Pearl Jam                                     | For the Lady | Rhino/WEA                 | "Better Man" (Live) |
| 2004 | Pearl Jam                                     | Rearviewmirror: Greatest Hits 1991-2003                                                                              | Epic                      | Todas |
| 2005 | Eddie Vedder and the Walmer High School Choir | The Molo Sessions | Ten Club                  | "Long Road", "Love Boat Captain", and "Better Man"                                                                                        |
| 2006 | Pearl Jam                                     | Pearl Jam | J Records                 | Todas |
| 2006 | Eddie Vedder                                  | Dead Man Walking: Music From And Inspired By The Motion Picture: Legacy Edition                                      | Sony                      | "Face Of Love" (w/ Nusrat Fateh Ali Khan), "Long Road"                                                                                    |
| 2006 | Pearl Jam                                     | Live at Easy Street                                                                                                  | J Records                 | Todas |
| 2006 | Eddie Vedder                                  | A Brokedown Melody: Original Soundtrack                                                                              | Brushfire Records         | "Goodbye" |
| 2007 | Pearl Jam                                     | Surf's Up: Music from the Motion Picture                                                                             | Sony                      | "Big Wave" |
| 2007 | Pearl Jam                                     | Live at the Gorge 05/06                                                                                              | Monkey Wrench             | Todas |
| 2007 | Eddie Vedder                                  | Into the Wild | J Records                 | Todas |
| 2007 | Eddie Vedder & The Million Dollar Bashers     | I'm Not There: Original Soundtrack                                                                                   | Columbia                  | "All Along the Watchtower" |
| 2009 | Pearl Jam                                     | Backspacer | Independente              | Todas |
| 2009 | Jack Johnson & Eddie Vedder                   | En Concert | Universal Records         | Constellations |
| 2011 | Eddie Vedder                                  | Ukulele Songs | Universal Music           | Todas |
| 2013 | Pearl Jam                                     | Lightning Bolt | Monkeywrench, Republic    | Todas |